# Милена Плавшић
Милена Плавшић (Бања Лука, 28. фебруар 1956) српска је певачица народне музике, са статусом истакнутог уметника. Каријеру је започела 1972. године, када јој је било петнаест година, да би током осамдесетих година била једна од најпопуларнијих певачица народне музике. Неки од њених хитова су: Јака жена, Зар ти мене није жао, Чашу ми тугом налијте, Ти не знаш, а ја те волим, Писма ћу твоја чувати, Пожели нам, мајко, срећу, као и њена интерпретација народне песме Бања Луко и та твоја села, која се сматра њеном "личном картом".

## Биографија
Рођена је 1956. године у угледној радничкој породици. Певањем је почела да се бави у културно-уметничким друштвима Веселин Маслеша и Васо Пелагић у родном граду. Након победе на фестивалу у Сокобањи 1971. године, снимила је прву сингл-плочу са две песме, за које је музику и текст сама написала. Након завршетка средње школе, одлази у Нови Сад, у ком је завршила Вишу угоститељску школу. У периоду од 1971. до 1982. године снимила је једанаест сингл-плоча, углавном композитора Аце Степића и Буце Јовановића, а за које је текстове углавном сама писала. Текстове за неколико њених песама написао је Маријан Бенеш, југословенски боксер. Велики успех почиње 1980. године албумом на коме се налазе хитови Ти не знаш, а ја те волим и Бања Луко и та твоја села. Уследили су албуми и хитови: Пожели нам, мајко, срећу, Само за тебе, једини мој, Чашу ми тугом налијте, Љубав или пријатељство, Писма ћу твоја чувати, Зар ти мене није жао, Одлазим, Хаљина бела, Не питај ме шта ми је, Јака жена, Веруј ми - дует са Шабаном Шаулићем, Жао ми је. Велики број својих песама је сама написала.  
1975. године, компоновала је и написала текст за победничку песму Југословенског фестивала одржаног у Паризу - Ти си сада срећна, а коју је извео Шабан Шаулић.
Два пута је добила Естрадну награду Србије, 1986. и 2019. године, када је и добила статус истакнутог уметника у естрадно-музичкој уметности.

## Дискографија
До сада је објавила дванаест сингл-плоча и тринаест студијских албума.

### Сингл-плоче
- 1971. Волим, волим тебе, драги (Шумадија)
- 1973. У загрљај твој нећу да се вратим (Југотон)
- 1973. Шта судбини ја дугујем (Југотон)
- 1974. Дани чежње не пролазе (Југотон)
- 1975. Врати ми се, вољећу те (Југотон)
- 1975. Ја ти желим срећу (Југотон)
- 1976. Права љубав једном мора доћи (Југотон)
- 1977. Дођи док те срце зове (Југотон)
- 1978. С тугом гледам писма пожутела (Југотон)
- 1979. Прихвати ме у свој дом (Југотон)
- 1982. Ко ће сада пјесмом да те буди (Југотон)
- 1988. Ех, Босне ми моје (Југотон)

### Албуми
- 1980. Ти не знаш, а ја те волим (Југотон)
- 1982. Ако те изгубим, љубави (Југотон)
- 1983. Само за тебе, једини мој (Југотон)
- 1984. Ко ће да ме сакрије од кише (Југотон)
- 1985. Све је лијепо, само тебе нема (Југотон)
- 1987. Писма ћу твоја чувати (Југотон)
- 1988. Запамтићеш, запамтићеш (Југотон)
- 1991. Одлазим (Југотон)
- 1994. Да ти је до мене стало (МИТ Старчевић)
- 1996. Остани (Дискос)
- 2000. Јака жена (Гранд продукција)
- 2004. Нема среће, а ни туге веће (Гранд продукција)
- 2011. Нови и стари хитови (BN Music)

## Фестивали
- 1977. Илиџа - Дођи док те срце зове, награда за најбољег дебитанта
- 1984. МЕСАМ - Ко ће да ме сакрије од кише
- 1986. Вогошћа, Сарајево - Писма ћу твоја чувати
- 1986. МЕСАМ - Ти си први
- 1988. Распевана Шумадија, Краљево - Запамтићеш, запамтићеш
- 1990. Вогошћа, Сарајево - Одлазим, друга награда публике
- 1990. МЕСАМ - Плаве очи, црне очи
- 1996. Бања Лука - Ко те воли, ко те љуби (Вече народне музике)
- 1997. Тетовски филиграни, Тетово - Свирете свирачи
- 1997. Моравски бисери - Тајна љубав
- 2000. Моравски бисери - Има једна песма
- 2008. Илиџа - Дођи док те срце зове (Вече легенди фестивала)